# Sant Andreu del Coll
Sant Andreu del Coll és un edifici religiós del municipi d'Olot protegit com a bé cultural d'interès local.

## Descripció
Situat a la falda del vessant sud de la serra de Sant Miquel del Mont. El temple presenta una sola nau amb absis circular que presenta finestra central i un fris sostingut per mènsules senzilles i cornisa. Per la part nord s'hi ha afegit la sagristia, posterior al romànic. La porta d'entrada és al sector de migdia. A les façanes nord i sud hi ha una cornisa. El campanar, que havia estat de cadireta, és de torre amb teulat a quatre vessants i s'assenta sobre l'extrem sud-oest de l'edifici. Cal datar-lo del segle xviii. Es va haver de refer a causa de les destrosses ocasionades pel llamp que hi va caure l'estiu de 1876.

## Història
L'església actual és una construcció del segle xii, però les primeres notícies de la seva existència daten del 953, quan el comte de Besalú, Guifré, feu donació del monestir de Santa Maria de Ridaura i les seves pertinences al cenobi de Santa Maria la Grassa. El 995 el bisbe de Girona va fer la consagració del temple anterior a l'actual.
Fins a l'any 1936 l'església conservà una notable làpida sepulcral gòtica, d'alabastre, en la qual es representava l'enterrament de Berenguer del Coll, senyor del veí castell romànic. Avui n'hi ha una còpia de guix al museu d'Olot.
Des de l'any 2006, els Amics de l'Alta Garrotxa s'han proposat recuperar l'entorn, l'ermita i l'aplec que se celebra el diumenge abans de la festa de sant Andreu apòstol (30 de novembre).